# 福岡大城農業協同組合
福岡大城農業協同組合（ふくおかおおきのうぎょうきょうどうくみあい、通称：JA福岡大城）は福岡県三潴郡大木町に本店を置く農業協同組合。

## 区域
- 三潴郡大木町
- 大川市
- 久留米市城島町（旧三潴郡城島町）

## 沿革
- 1963年（昭和38年）3月 - 三又・木室・田口・川口・大野島・大川の各農協が合併し、大川市農協が発足[1]。
- 同年同月 - 城島・江上・青木・浮島の各農協が合併し、城島町農協が発足[1]。
- 1964年（昭和39年）3月 - 大溝・木佐木・大莞の各農協が合併し、大木町農協が発足[1]。
- 2001年（平成13年）4月 - 大川市・城島町・大木町の各農協が合併し、福岡大城農協が発足[2]。
- 2009年（平成21年）7月 - 購買品配送業務を全農福岡県本部委託による県域戸配送に移行[3]。
- 2012年（平成24年）5月 - 12支所を3支店（大木・大川・城島）に統合・再編[2]。
- 2014年（平成26年）9月 - 本店新店舗竣工[2]。
- 2015年（平成27年）7月 - 大川支店・大川給油所新店舗竣工[2]。
- 2020年（令和2年）4月 - 福岡八女農協・柳川農協・南筑後農協および全農福岡県本部との間で、農機事業の共同運営を開始[4][5][6]。
  - 全農福岡県本部八女総合物流センター内に「筑後南部広域農機センター」を設置し、各農協の農機センターを拠点として広域で整備対応を行う。

## 店舗・施設
- 本店
- 大木支店
- 大川支店
- 城島支店
- 大木給油所
- 大川給油所
- 城島給油所
- 農機具センター
- 大木カントリーエレベーター
- 城島カントリーエレベーター
- 木室カントリーエレベーター
- 川口カントリーエレベーター
- 大豆乾燥調整施設
- 城島集荷場
- 大木集荷場
- 大川集荷場
- アスパラガス集荷場
- 農産物直売所「くるるん夢市場」
- おもひでホール大川斎場